# ホビーの匠
『ホビーの匠』（ホビーのたくみ）は、広島ホームテレビで隔週土曜日 25:50 - 26:05に放送されていたローカル番組。略称「ホビ匠」「ホビタク」。ハイビジョン制作（アナログ放送ではレターボックス形式での放送）、ステレオ放送。

## 概要
毎回特定ジャンルのサブカルチャーに精通した人々を取り上げ、彼らの深い知識と生態を探っていく深夜番組。番組は彼らのことを、尊敬の念を込めて「匠」と呼んでいる。進行役ならびに企画は、オタクを自称する広島県のローカルタレント・中島尚樹（以下ナオキ）が担当。
放映スタートは2006年7月22日（土）。開始当初は毎月最終火曜日のみの放送で、CM無しの13分番組（2006年12月のみ30分放送、CMあり）で毎回すぐに終わっていたことから、ツキイチ・ど深夜と位置付けられていた。2006年11月までは、番組のエンディング前にQRコードが2 - 3表示され、それらを全て読み取るとガンプラが抽選でプレゼントされるというコーナーがあった。
2007年11月8日放送分からは月に2回、隔週木曜日の放送になり、放送時間が15分に拡大。CMも挿入されるようになった。番組中には広島県下のホビー系ガレージショップや新古書店のCMが流れる。また、当時は直前の時間帯に放送されていたのが『タモリ倶楽部』だったことから、番組前の番宣で『タモリ倶楽部』のオープニングテーマを使っていた。
2007年9月からはGyaOで、『ホビーの匠G』と題してのネット配信を行っていた。2011年3月からはエンタメ〜テレHDでのCS放送を行っている。
2015年3月28日（土）の放送をもって番組を終了すると、2015年3月14日（土）放映時に進行役の中島より正式発表された。ちなみに最終回は広島ではなく東京ロケとなった。
2015年3月28日（土）の放送をもって番組を終了した。

## 放送時間
2006年7月22日（土） 放映スタート
2006年7月25日 - 2007年6月
毎月最終火曜日 26:46 - 26:59
2007年7月 - 10月
毎月最終木曜日 26:26 - 26:39
2007年11月8日 - 2008年3月27日
隔週木曜日 26:26 - 26:41 （木2ド深夜）
2008年4月12日 - 不明
隔週土曜日 25:50 - 26:05 （土2ド深夜）
2009年4月 - 2015年3月28日
毎月第2・4土曜日 25:30 - 25:45
※放送日時については編成の都合で変更あり

## ソレシカ

### プロフィール
- 性別：♂（オス）
- 年齢：2歳
- 出身地：宮島（厳島神社境内の鹿）
- 性格：凝り性
- 特徴：HOBBY、HIROSHIMAの「H」を象った角がポイント

### 備考
- 「ホビ匠」イメージキャラクター。番宣15秒PR用のCMに出てくる鹿をモデルにしたマスコットであり、曲のタイトルにもなっている。角の「H」部分は、広島と「ホビー」の頭文字を意味している。CMソングもあり、子供の声で歌われている（子供の声については公表されていないため不明、番組公式サイト（インターネット・アーカイブ保存データ）で視聴可）。

## 匠子
番組のアイドル的存在で、月替わりで担当者が変わるアシスタントである（7月と8月のみ2か月連続出演）。

## コーナー

### 実施中のコーナー
黒の館
月1コーナー。マンガ倉庫呉店のオススメ商品を紹介。
ホビー魂
彩色前のフィギュアなどマニアックなテーマを取り上げ、その道の専門家が説明するコーナー。

### 終了したコーナー
マサシのDOPE天国
「ガンプラ製作の匠」（第3回）からホビータウン広島店店長のマサシこと野口征司が担当したコーナー。ホビーの深い知識を毎月1テーマに関して存分に披露していた。

## スタッフ
- 企画：中島尚樹
- プロデューサー：平野明文 → 森田和稔（2007年4月 - ）
- ディレクター：岩崎博史、土佐岡恭大、清谷勇蔵
- 制作著作：広島ホームテレビ